# Кириківська селищна рада
Кириківська се́лищна ра́да — адміністративно-територіальна одиниця та орган місцевого самоврядування в Великописарівському районі Сумської області. Адміністративний центр — селище міського типу Кириківка.

## Загальні відомості
- Населення ради: 3 738 осіб (станом на 2001 рік)

## Населені пункти
Селищній раді підпорядковані населені пункти:
- смт Кириківка
- с. Маракучка

### Колишні населені пункти
- с. Заводське, зняте з обліку 16 серпня 2013 року

## Географія
Кириківська селищна рада розташовата у північно-західній частині району, на півночі межує з Тростянецьким районом, а на заході з Охтирським районом.

## Склад ради
Рада складається з 26 депутатів та голови.
- Голова ради: Ставицький Анатолій Андрійович
- Секретар ради: Горбань Людмила Миколаївна

### Керівний склад попередніх скликань
| Прізвище, ім'я, по батькові    | Основні відомості                                                         | Дата обрання | Дата звільнення |
| ------------------------------ | ------------------------------------------------------------------------- | ------------ | --------------- |
| Мірошниченко Віктор Єгорович   | Селищний голова, 1948 року народження, член Соціалістичної партії України | 26.03.2006   | 31.10.2010      |
| Гордєєва Надія Володимирівна   | Селищний голова, 1956 року народження, освіта вища, позапартійна          | 31.10.2010   | 18.03.2012      |
| Ставицький Анатолій Андрійович | Селищний голова, 1955 року народження, освіта вища, член Партії регіонів  | 18.03.2012   |                 |

Примітка: таблиця складена за даними сайту Верховної Ради України

### Депутати
За результатами місцевих виборів 2010 року депутатами ради стали:

#### За суб'єктами висування
| Суб'єкт висування                                       | Кількість обраних депутатів | %    |
| ------------------------------------------------------- | --------------------------- | ---- |
| Партія регіонів                                         | 14                          | 53,8 |
| Самовисування                                           | 8                           | 30,8 |
| Політична партія Всеукраїнське об'єднання «Батьківщина» | 3                           | 11,5 |
| Партія «Відродження»                                    | 1                           | 3,8  |

#### За округами
| № округу                                                | Прізвище, ім'я, по батькові     | Дата визнання обраним | Освіта             | Партійна приналежність             | Відомості про обраного депутата                                                  |
| ------------------------------------------------------- | ------------------------------- | --------------------- | ------------------ | ---------------------------------- | -------------------------------------------------------------------------------- |
| Партія «ВІДРОДЖЕННЯ»                                    |                                 |                       |                    |                                    |                                                                                  |
| 13                                                      | Гнєтко Сергій Миколайович       | 08.11.2010            | середня            | позапартійний                      | Сумська дирекція залізничних перевезень, складач поїздів                         |
| Партія регіонів                                         |                                 |                       |                    |                                    |                                                                                  |
| 6                                                       | Горбань Людмила Миколаївна      | 08.11.2010            | вища               | позапартійна                       | Кириківська селищна рада, секретар                                               |
| 7                                                       | Москаленко Галина Вікторівна    | 08.11.2010            | вища               | позапартійна                       | Кириківська селищна рада, спеціаліст                                             |
| 8                                                       | Раєнко Тамара Миколаївна        | 08.11.2010            | вища               | позапартійна                       | тимчасово не працює                                                              |
| 9                                                       | Карпенко Василь Михайлович      | 08.11.2010            | середня            | позапартійний                      | Охтирське управління газового господарства, водій                                |
| 10                                                      | Каніщева Олена Сергіївна        | 08.11.2010            | вища               | позапартійна                       | Заводський дошкільний навчальний заклад «Барвінок», вихователь                   |
| 11                                                      | Чумаченко Любов Михайлівна      | 08.11.2010            | вища               | позапартійна                       | ПП"Мальцев", бухгалтер                                                           |
| 12                                                      | Зіненко Антоніна Іванівна       | 08.11.2010            | вища               | позапартійна                       | Кириківська загальноосвітня школа, заступник директора з науково-виховної роботи |
| 14                                                      | Ждан Віталій Олексійович        | 08.11.2010            | середня            | позапартійний                      | Кириківське ППЧ-33, начальник караулу                                            |
| 17                                                      | Боровий Михайло Іванович        | 08.11.2010            | середня спеціальна | позапартійний                      | пенсіонер                                                                        |
| 20                                                      | Мулявка Тамара Вікторівна       | 08.11.2010            | вища               | позапартійна                       | Кириківська селищна бібліотека-філіал, завідувачка                               |
| 21                                                      | Москаленко Антоніна Яківна      | 08.11.2010            | вища               | позапартійна                       | Заводська загальноосвітня школа, вчитель                                         |
| 22                                                      | Кругляк Іван Іванович           | 08.11.2010            | вища               | позапартійний                      | приватний підприємець                                                            |
| 23                                                      | Доценко Олена Миколаївна        | 08.11.2010            | середня            | позапартійна                       | приватний підприємець                                                            |
| 26                                                      | Новікова Оксана Петрівна        | 08.11.2010            | вища               | позапартійна                       | Заводська загальноосвітня школа, соціальний педагог                              |
| Політична партія Всеукраїнське об'єднання «Батьківщина» |                                 |                       |                    |                                    |                                                                                  |
| 1                                                       | Дубина Валентина Володимирівна  | 08.11.2010            | середня спеціальна | позапартійна                       | тимчасово не працює                                                              |
| 3                                                       | Доля Джульєтта Вадимівна        | 08.11.2010            | середня спеціальна | позапартійна                       | Великописарівська ЦРЛ, старший фельдшер                                          |
| 15                                                      | Блохін Петро Васильович         | 08.11.2010            | середня спеціальна | позапартійний                      | Великописарівська ЦРЛ, водій                                                     |
| Самовисування                                           |                                 |                       |                    |                                    |                                                                                  |
| 2                                                       | Решетар Людмила Володимирівна   | 08.11.2010            | вища               | позапартійна                       | Кириківська селищна рада, бухгалтер                                              |
| 4                                                       | Симоненко Валентина Павлівна    | 08.11.2010            | середня спеціальна | член Соціалістичної партії України | Кириківська селищна рада, бухгалтер                                              |
| 5                                                       | Сидоренко Ганна Петрівна        | 08.11.2010            | вища               | позапартійна                       | Кириківська селищна рада, головний бухгалтер                                     |
| 16                                                      | Ільїнова Надія Михайлівна       | 08.11.2010            | середня спеціальна | позапартійна                       | Кириківська селищна лікарня, палатна медична сестра                              |
| 18                                                      | Хлєбнікова Наталія Іванівна     | 08.11.2010            | середня            | позапартійна                       | Кириківська селищна лікарня, дільнична медична сестра                            |
| 19                                                      | Коваленко Володимир Олексійович | 08.11.2010            | вища               | позапартійний                      | Відділ забезпечення АТЗТ «Спец строй», менеджер                                  |
| 24                                                      | Шелковський Василь Іванович     | 08.11.2010            | середня            | позапартійний                      | приватний підприємець                                                            |
| 25                                                      | Жукова Зінаїда Олексіївна       | 08.11.2010            | середня спеціальна | позапартійна                       | Заводський дошкільний навчальний заклад «Барвінок», вихователь                   |